# André Maschinot
André Louis Maschinot (Valdoie, 28 giugno 1903 – Colmar, 10 marzo 1963) è stato un calciatore francese, di ruolo attaccante.

## Carriera
Maschinot iniziò a giocare nell'US Belfort per trasferirsi successivamente all'AS Strasburgo nel 1927 e al Sochaux nel 1929. Con il Sochaux, dove chiuse la carriera nel 1937, ha vinto un campionato francese.
Con la Nazionale francese Maschinot disputò 5 partite realizzando 2 reti, entrambe nella prima partita assoluta in un Mondiale, il 13 luglio 1930 contro il Messico.

## Palmarès
- Campionato francese: 1

Sochaux: 1934-1935